# Rally dell'Acropoli 2001
Il Rally dell'Acropoli 2001, ufficialmente denominato 48th Acropolis Rally, è stata la settima prova del campionato del mondo rally 2001 nonché la quarantottesima edizione del Rally dell'Acropoli e la ventisettesima con valenza mondiale.

## Riepilogo
La manifestazione si è svolta dal 15 al 17 giugno sugli sterrati rocciosi che attraversano la zona costiera della Grecia Centrale attorno alla cittadina di Itea, base designata per il rally, e Parnassos, dove venne allestito il parco assistenza; la cerimonia di partenza si tenne come di consueto nel cuore della capitale Atene
L'evento è stato vinto dal britannico Colin McRae, navigato dal connazionale Nicky Grist, al volante di una Ford Focus RS WRC 01 della squadra Ford Motor Co. Ltd., alla loro terza vittoria consecutiva in stagione, davanti alla coppia formata dal norvegese Petter Solberg e dal britannico Phil Mills, su Subaru Impreza WRC2001 della scuderia Subaru World Rally Team, entrambi per la prima volta sul podio in una gara iridata, e all'equipaggio finlandese composto da Harri Rovanperä e Risto Pietiläinen, alla guida di una Peugeot 206 WRC (2001) del team Peugeot Total.
Gli argentini Gabriel Pozzo e Daniel Stillo, su Mitsubishi Lancer Evo VI, hanno invece conquistato la vittoria nella Coppa FIA piloti gruppo N, mentre l'equipaggio formato dal francese Sébastien Loeb e dal monegasco Daniel Elena si sono aggiudicati la seconda tappa della Coppa FIA piloti Super 1600, alla guida di una Citroën Saxo S1600.

## Dati della prova
| Denominazione ufficiale             | Acropolis Rally                                                         |
| Edizione N°                         | 48                                                                      |
| Tappa N°                            | 7 di 14                                                                 |
| Data manifestazione                 | da venerdì 15/06/2001 a domenica 17/06/2001                             |
| Sede ospitante                      | Itea (Focide, Grecia Centrale, Grecia)                                  |
| Sede parco assistenza               | Parnassos (Focide)                                                      |
| Superficie                          | Terra                                                                   |
| Iscritti                            | 115                                                                     |
| Partiti                             | 110                                                                     |
| Arrivati                            | 47 (42,7%)                                                              |
| Prove speciali previste             | 20                                                                      |
| Prove speciali disputate            | 19 (1 cancellata)                                                       |
| Prova più breve                     | 3,59 km (PS10 e PS17: Stiri)                                            |
| Prova più lunga                     | 38,69 km (PS15 e PS20: Elatia - Rengini)                                |
| Prova più lenta                     | velocità media di 72,31 km/h (PS4: Pavliani 1)                          |
| Prova più veloce                    | velocità media di 111,80 km/h (PS17: Stiri 2)                           |
| Lunghezza prove speciali previste   | 387,41 km                                                               |
| Lunghezza prove speciali disputate  | 356,01 km (22,1% della distanza totale effettiva - cancellati 31,40 km) |
| Lunghezza complessiva trasferimenti | 1257,97 km                                                              |
| Distanza totale effettiva           | 1613,98 km                                                              |
| Media oraria del vincitore          | velocità media di 82,5 km/h (356,01 km in 4h19'01"9)                    |

## Itinerario
| Frazione            | Prova  | Ora    | Nome                          | Lunghezza | Totale    |
| ------------------- | ------ | ------ | ----------------------------- | --------- | --------- |
| Frazione 1 (15 giu) |        | 08:50  | Assistenza – Parnassos (20 m) | –         | 143,54 km |
| Frazione 1 (15 giu) | PS1    | 10:13  | Mendenitsa 1                  | 26,92 km  | 143,54 km |
| Frazione 1 (15 giu) | PS2    | 10:58  | Paleohori                     | 10,85 km  | 143,54 km |
| Frazione 1 (15 giu) |        | 11:38  | Assistenza – Parnassos (20 m) | –         | 143,54 km |
| Frazione 1 (15 giu) | PS3    | 12:33  | Inohori 1                     | 23,00 km  | 143,54 km |
| Frazione 1 (15 giu) | PS4    | 13:16  | Pavliani 1                    | 24,45 km  | 143,54 km |
| Frazione 1 (15 giu) |        | 14:51  | Assistenza – Parnassos (20 m) | –         | 143,54 km |
| Frazione 1 (15 giu) | PS5    | 16:00  | Elatia                        | 31,40 km  | 143,54 km |
| Frazione 1 (15 giu) | PS6    | 17:28  | Mendenitsa 2                  | 26,92 km  | 143,54 km |
| Frazione 1 (15 giu) |        | 18:18  | Assistenza – Parnassos (45 m) | –         | 143,54 km |
|                     |        |        |                               |           |           |
| Frazione 2 (16 giu) |        | 07:50  | Assistenza – Parnassos (45 m) | –         | 117,61 km |
| Frazione 2 (16 giu) | PS7    | 08:55  | Pavliani 2                    | 24,45 km  | 117,61 km |
| Frazione 2 (16 giu) | PS8    | 10:23  | Karoutes 1                    | 18,89 km  | 117,61 km |
| Frazione 2 (16 giu) |        | 11:28  | Assistenza – Parnassos (20 m) | –         | 117,61 km |
| Frazione 2 (16 giu) | PS9    | 12:56  | Livadia 1                     | 11,66 km  | 117,61 km |
| Frazione 2 (16 giu) | PS10   | 13:34  | Stiri 1                       | 3,59 km   | 117,61 km |
| Frazione 2 (16 giu) | PS11   | 14:31  | Gravia 1                      | 17,13 km  | 117,61 km |
| Frazione 2 (16 giu) |        | 15:21  | Assistenza – Parnassos (20 m) | –         | 117,61 km |
| Frazione 2 (16 giu) | PS12   | 16:16  | Inohori 2                     | 23,00 km  | 117,61 km |
| Frazione 2 (16 giu) | PS13   | 17:24  | Karoutes 2                    | 18,89 km  | 117,61 km |
| Frazione 2 (16 giu) |        | 18:29  | Assistenza – Parnassos (45 m) | –         | 117,61 km |
|                     |        |        |                               |           |           |
| Frazione 3 (17 giu) |        | 07:50  | Assistenza – Parnassos (20 m) | –         | 126,26 km |
| Frazione 3 (17 giu) | PS14   | 08:33  | Amfiklia 1                    | 8,25 km   | 126,26 km |
| Frazione 3 (17 giu) | PS15   | 09:06  | Elatia - Rengini 1            | 38,69 km  | 126,26 km |
| Frazione 3 (17 giu) |        | 10:36  | Assistenza – Parnassos (20 m) | –         | 126,26 km |
| Frazione 3 (17 giu) | PS16   | 12:04  | Livadia 2                     | 11,66 km  | 126,26 km |
| Frazione 3 (17 giu) | PS17   | 12:42  | Stiri 2                       | 3,59 km   | 126,26 km |
| Frazione 3 (17 giu) | PS18   | 13:39  | Gravia 2                      | 17,13 km  | 126,26 km |
| Frazione 3 (17 giu) |        | 14:24  | Assistenza – Parnassos (20 m) | –         | 126,26 km |
| Frazione 3 (17 giu) | PS19   | 15:07  | Amfiklia 2                    | 8,25 km   | 126,26 km |
| Frazione 3 (17 giu) | PS20   | 15:40  | Elatia - Rengini 2            | 38,69 km  | 126,26 km |
| Frazione 3 (17 giu) |        | 17:10  | Assistenza – Parnassos (20 m) | –         | 126,26 km |
| Totale              | Totale | Totale | Totale                        | Totale    | 387,41 km |

## Risultati

### Classifica
| Pos.                        | Nº       | Pilota                   | Copilota              | Auto                          | Squadra                      | Classe     | Tempo     | Distacco | Punti    |
| Generale                    | Generale | Generale                 | Generale              | Generale                      | Generale                     | Generale   | Generale  | Generale | Generale |
| --------------------------- | -------- | ------------------------ | --------------------- | ----------------------------- | ---------------------------- | ---------- | --------- | -------- | -------- |
| 1.                          | 4        | Colin McRae              | Nicky Grist           | Ford Focus RS WRC 01          | Ford Motor Co. Ltd.          | WRC        | 4h19'01"9 | –        | 10       |
| 2.                          | 6        | Petter Solberg           | Phil Mills            | Subaru Impreza WRC2001        | Subaru World Rally Team      | WRC        | 4h19'50"9 | +49"0    | 6        |
| 3.                          | 16       | Harri Rovanperä          | Risto Pietiläinen     | Peugeot 206 WRC (2001)        | Peugeot Total                | WRC        | 4h20'37"6 | +1'35"7  | 4        |
| 4.                          | 7        | Tommi Mäkinen            | Risto Mannisenmäki    | Mitsubishi Lancer Evo 6.5     | Marlboro Mitsubishi Ralliart | WRC        | 4h21'17"2 | +2'15"3  | 3        |
| 5.                          | 17       | François Delecour        | Daniel Grataloup      | Ford Focus RS WRC 01          | Ford Motor Co. Ltd.          | WRC        | 4h21'37"3 | +2'35"4  | 2        |
| 6.                          | 14       | Philippe Bugalski        | Jean-Paul Chiaroni    | Citroën Xsara WRC             | Automobiles Citroën          | WRC        | 4h23'02"1 | +4'00"2  | 1        |
| 7.                          | 11       | Armin Schwarz            | Manfred Hiemer        | Škoda Octavia WRC Evo2        | Škoda Motorsport             | WRC        | 4h24'58"6 | +5'56"7  | -        |
| 8.                          | 30       | Simon Jean-Joseph        | Jack Boyere           | Peugeot 206 WRC               | -                            | WRC        | 4h26'29"0 | +7'27"1  | -        |
| 9.                          | 8        | Freddy Loix              | Sven Smeets           | Mitsubishi Carisma GT Evo 6.5 | Marlboro Mitsubishi Ralliart | WRC        | 4h27'02"8 | +8'00"9  | -        |
| 10.                         | 12       | Bruno Thiry              | Stéphane Prévot       | Škoda Octavia WRC Evo2        | Škoda Motorsport             | WRC        | 4h27'37"6 | +8'35"7  | -        |
| Coppa FIA piloti gruppo N   |          |                          |                       |                               |                              |            |           |          |          |
| 1. (13.)                    | 32       | Gabriel Pozzo            | Daniel Stillo         | Mitsubishi Lancer Evo VI      | -                            | N4 / Gr. N | 4h40'17"9 | –        | 10       |
| 2. (14.)                    | 33       | Gustavo Trelles          | Jorge del Buono       | Mitsubishi Lancer Evo VI      | -                            | N4 / Gr. N | 4h41'14"6 | +56"7    | 6        |
| 3. (16.)                    | 35       | Marcos Ligato            | Ruben Garcia          | Mitsubishi Lancer Evo VI      | -                            | N4 / Gr. N | 4h48'49"8 | +8'31"9  | 4        |
| 4. (17.)                    | 36       | Mirco Baldacci           | Maurizio Barone       | Mitsubishi Lancer Evo VI      | -                            | N4 / Gr. N | 4h54'52"2 | +14'34"3 | 3        |
| 5. (18.)                    | 82       | Panagiotis Hatzitsopanis | Konstantinos Stefanis | Subaru Impreza WRX            | -                            | N4 / Gr. N | 4h55'10"9 | +14'53"0 | 2        |
| 6. (21.)                    | 88       | Dimitris Drivakos        | Elias Kordas          | Mitsubishi Lancer Evo VI      | -                            | N4 / Gr. N | 5h05'33"0 | +25'15"1 | 1        |
| Coppa FIA piloti Super 1600 |          |                          |                       |                               |                              |            |           |          |          |
| 1. (19.)                    | 53       | Sébastien Loeb           | Daniel Elena          | Citroën Saxo S1600            | -                            | A6 / S1600 | 5h00'51"9 | –        | 10       |
| 2. (20.)                    | 52       | Andrea Dallavilla        | Massimo Chiapponi     | Fiat Punto S1600              | -                            | A6 / S1600 | 5h03'27"8 | +2'35"9  | 6        |
| 3. (24.)                    | 63       | Martin Stenshorne        | Clive Jenkins         | Ford Puma S1600               | -                            | A6 / S1600 | 5h11'22"6 | +10'30"7 | 4        |
| 4. (26.)                    | 57       | Cédric Robert            | Clive Jenkins         | Peugeot 206 S1600             | -                            | A6 / S1600 | 5h15'22"0 | +14'30"1 | 3        |
| 5. (28.)                    | 51       | Patrick Magaud           | Guylène Brun          | Ford Puma S1600               | Ford Motor Co. Ltd.          | A6 / S1600 | 5h15'41"7 | +14'49"8 | 2        |
| 6. (31.)                    | 68       | Massimo Ceccato          | Mitia Dotta           | Fiat Punto S1600              | -                            | A6 / S1600 | 5h20'13"9 | +19'22"0 | 1        |

| Principali ritiri | Principali ritiri | Principali ritiri | Principali ritiri | Principali ritiri      | Principali ritiri       | Principali ritiri | Principali ritiri         | Principali ritiri |
| PS                | Nº                | Pilota            | Copilota          | Auto                   | Squadra                 | Classe            | Causa                     | Pos. rit.         |
| ----------------- | ----------------- | ----------------- | ----------------- | ---------------------- | ----------------------- | ----------------- | ------------------------- | ----------------- |
| PS 1              | 2                 | Didier Auriol     | Denis Giraudet    | Peugeot 206 WRC (2001) | Peugeot Total           | WRC               | Frizione                  | -                 |
| PS 3              | 1                 | Marcus Grönholm   | Timo Rautiainen   | Peugeot 206 WRC (2001) | Peugeot Total           | WRC               | Pressione dell'olio       | 2º                |
| PS 4              | 20                | Toshihiro Arai    | Glenn Macneall    | Subaru Impreza WRC2001 | Subaru World Rally Team | WRC               | Incendio                  | 24º               |
| PS 6              | 15                | Thomas Rådström   | Christina Thörner | Citroën Xsara WRC      | Automobiles Citroën     | WRC               | Problemi elettrici        | 7º                |
| PS 7              | 9                 | Kenneth Eriksson  | Staffan Parmander | Hyundai Accent WRC2    | Hyundai Castrol WRT     | WRC               | Turbo                     | 49º               |
| PS 7              | 18                | Markko Märtin     | Michael Park      | Subaru Impreza WRC2001 | Subaru World Rally Team | WRC               | Sospensione               | 4º                |
| PS 15             | 28                | Gilles Panizzi    | Hervé Panizzi     | Peugeot 206 WRC (2001) | H.F. Grifone SRL        | WRC               | Fuori tempo massimo (OTL) | 18º               |
| PS 19             | 5                 | Richard Burns     | Robert Reid       | Subaru Impreza WRC2001 | Subaru World Rally Team | WRC               | Trasmissione              | 7º                |
| PS 20             | 3                 | Carlos Sainz      | Luis Moya         | Ford Focus RS WRC 01   | Ford Motor Co. Ltd.     | WRC               | Motore                    | 2º                |

Legenda

Pos. = posizione; Nº = numero di gara; PS = prova speciale; Pos. rit. = posizione detenuta prima del ritiro.
| Icona | Classe                                                                                                 |
| ----- | --- |
| WRC   | Equipaggio di classe A8 (World Rally Car) che può conquistare punti per il campionato costruttori.     |
| WRC   | Equipaggio di classe A8 (World Rally Car) che non può conquistare punti per il campionato costruttori. |
| Gr. N | Equipaggio registrato alla Coppa FIA piloti gruppo N.                                                  |
| S1600 | Equipaggio registrato alla Coppa FIA piloti Super 1600.                                                |
| TC    | Equipaggio registrato alla Coppa FIA squadre (FIA Team Cup).                                           |
|       | Ulteriori classificazioni.                                                                             |

### Prove speciali
| Frazione            | Prova | Ora   | Nome               | Lunghezza | Vincitori                          | Tempo            | Velocità media | Leader del rally          |
| ------------------- | ----- | ----- | ------------------ | --------- | ---------------------------------- | ---------------- | -------------- | ------------------------- |
| Frazione 1 (15 giu) | PS1   | 10:13 | Mendenitsa 1       | 26,92 km  | Richard Burns Robert Reid          | 19'14"0          | 84,0 km/h      | Richard Burns Robert Reid |
| Frazione 1 (15 giu) | PS2   | 10:58 | Paleohori          | 10,85 km  | Petter Solberg Phil Mills          | 8'07"8           | 80,1 km/h      | Petter Solberg Phil Mills |
| Frazione 1 (15 giu) | PS3   | 12:33 | Inohori 1          | 23,00 km  | Markko Märtin Michael Park         | 18'27"1          | 74,8 km/h      | Petter Solberg Phil Mills |
| Frazione 1 (15 giu) | PS4   | 13:16 | Pavliani 1         | 24,45 km  | Colin McRae Nicky Grist            | 20'17"2          | 72,3 km/h      | Petter Solberg Phil Mills |
| Frazione 1 (15 giu) | PS5   | 16:00 | Elatia             | 31,40 km  | prova cancellata                   | prova cancellata |                | Petter Solberg Phil Mills |
| Frazione 1 (15 giu) | PS6   | 17:28 | Mendenitsa 2       | 26,92 km  | Colin McRae Nicky Grist            | 19'14"2          | 84,0 km/h      | Colin McRae Nicky Grist   |
|                     |       |       |                    |           |                                    |                  |                | Colin McRae Nicky Grist   |
| Frazione 2 (16 giu) | PS7   | 08:55 | Pavliani 2         | 24,45 km  | François Delecour Daniel Grataloup | 19'46"0          | 74,2 km/h      | Colin McRae Nicky Grist   |
| Frazione 2 (16 giu) | PS8   | 10:23 | Karoutes 1         | 18,89 km  | François Delecour Daniel Grataloup | 12'12"8          | 92,8 km/h      | Colin McRae Nicky Grist   |
| Frazione 2 (16 giu) | PS9   | 12:56 | Livadia 1          | 11,66 km  | Carlos Sainz Luis Moya             | 9'26"2           | 74,1 km/h      | Colin McRae Nicky Grist   |
| Frazione 2 (16 giu) | PS10  | 13:34 | Stiri 1            | 3,59 km   | François Delecour Daniel Grataloup | 1'57"3           | 110,2 km/h     | Colin McRae Nicky Grist   |
| Frazione 2 (16 giu) | PS11  | 14:31 | Gravia 1           | 17,13 km  | Carlos Sainz Luis Moya             | 13'17"3          | 77,3 km/h      | Colin McRae Nicky Grist   |
| Frazione 2 (16 giu) | PS12  | 16:16 | Inohori 2          | 23,00 km  | François Delecour Daniel Grataloup | 18'13"2          | 75,7 km/h      | Colin McRae Nicky Grist   |
| Frazione 2 (16 giu) | PS13  | 17:24 | Karoutes 2         | 18,89 km  | Richard Burns Robert Reid          | 12'03"4          | 94,0 km/h      | Colin McRae Nicky Grist   |
|                     |       |       |                    |           |                                    |                  |                | Colin McRae Nicky Grist   |
| Frazione 3 (17 giu) | PS14  | 08:33 | Amfiklia 1         | 8,25 km   | Richard Burns Robert Reid          | 4'49"6           | 102,6 km/h     | Colin McRae Nicky Grist   |
| Frazione 3 (17 giu) | PS15  | 09:06 | Elatia - Rengini 1 | 38,69 km  | Petter Solberg Phil Mills          | 23'37"5          | 90,6 km/h      | Colin McRae Nicky Grist   |
| Frazione 3 (17 giu) | PS16  | 12:04 | Livadia 2          | 11,66 km  | Richard Burns Robert Reid          | 9'19"2           | 75,1 km/h      | Colin McRae Nicky Grist   |
| Frazione 3 (17 giu) | PS17  | 12:42 | Stiri 2            | 3,59 km   | Carlos Sainz Luis Moya             | 1'55"6           | 111,8 km/h     | Colin McRae Nicky Grist   |
| Frazione 3 (17 giu) | PS18  | 13:39 | Gravia 2           | 17,13 km  | Carlos Sainz Luis Moya             | 13'03"2          | 78,7 km/h      | Colin McRae Nicky Grist   |
| Frazione 3 (17 giu) | PS19  | 15:07 | Amfiklia 2         | 8,25 km   | Carlos Sainz Luis Moya             | 4'49"2           | 102,7 km/h     | Colin McRae Nicky Grist   |
| Frazione 3 (17 giu) | PS20  | 15:40 | Elatia - Rengini 2 | 38,69 km  | Tommi Mäkinen Risto Mannisenmäki   | 25'32"6          | 90,9 km/h      | Colin McRae Nicky Grist   |

## Classifiche mondiali
Classifica piloti
| Pos. | Pos. | Pilota            | Punti |
| ---- | ---- | ----------------- | ----- |
| 1    | 2    | Colin McRae       | 30    |
| 2    | 1    | Tommi Mäkinen     | 30    |
| 3    |      | Carlos Sainz      | 26    |
| 4    |      | Richard Burns     | 14    |
| 5    | 1    | Harri Rovanperä   | 14    |
| 6    | 1    | François Delecour | 11    |
| 7    | 2    | Didier Auriol     | 10    |
| 8    | 7    | Petter Solberg    | 9     |
| 9    | 1    | Freddy Loix       | 7     |
| 10   | 1    | Gilles Panizzi    | 6     |
| 11   | 1    | Thomas Rådström   | 6     |
| 12   | 1    | Toni Gardemeister | 5     |
| 13   | 1    | Marcus Grönholm   | 4     |
| 14   |      | Armin Schwarz     | 3     |
| 15   | 2    | Toshihiro Arai    | 3     |
| 16   |      | Alister McRae     | 1     |
| 17   | N    | Philippe Bugalski | 1     |
| 18   | 1    | Pasi Hagström     | 1     |

Classifica costruttori WRC
| Pos. | Pos. | Squadra                      | Punti |
| ---- | ---- | ---------------------------- | ----- |
| 1    |      | Ford Motor Co. Ltd.          | 60    |
| 2    |      | Marlboro Mitsubishi Ralliart | 53    |
| 3    |      | Subaru World Rally Team      | 28    |
| 4    |      | Peugeot Total                | 20    |
| 5    | 1    | Škoda Motorsport             | 11    |
| 6    | 1    | Hyundai Castrol WRT          | 10    |

Legenda: Pos.= Posizione;  N = In classifica per la prima volta.